# 條紋細螯寄居蟹
條紋細螯寄居蟹（学名：Clibanarius striolatus）为活額寄居蟹科細螯寄居蟹屬下的一个种。